# بيتر رايت (تنس)
بيتر رايت (بالإنجليزية: Peter Wright)‏ مواليد 8 ديسمبر 1963 في بيركيلي، كاليفورنيا، الولايات المتحدة، هو لاعب كرة مضرب أيرلندي سابق بدأ مسيرته كمحترف سنة 1986 وكان يلعب باليد اليمنى. أعلى تصنيف له في الفردي كان المركز الـ 300 في سنة 1977. أعلى تصنيف له في الزوجي كان المركز الـ 190 في سنة 1989.

## النهائيات

### الزوجي: (2)
| الرقم | السنة | الدورة                    | الأرضية | الشريك       | المنافس في النهائي       | النتيجة في النهائي |
| ----- | ----- | ------------------------- | ------- | ------------ | ------------------------ | ------------------ |
| 1.    | 1986  | بيركيلي، الولايات المتحدة | صلبة    | راندي ديكسون | مايك باور تشارلز سترود   | 6–4, 6–3           |
| 2.    | 1988  | بريزبان، أستراليا         | صلبة    | بول كرونك    | ستيفن فيرلونج جون جيبسون | 6–7, 6–4, 6–4      |

## روابط خارجية
- بيتر رايت على موقع رابطة محترفي التنس (الإنجليزية)
- بيتر رايت على موقع الاتحاد الدولي لكرة المضرب (الإنجليزية)
- بيتر رايت على موقع كأس ديفيز (الإنجليزية)
- بيتر رايت على موقع خلاصة التنس.كوم (الإنجليزية)